# Stephan Hermlin

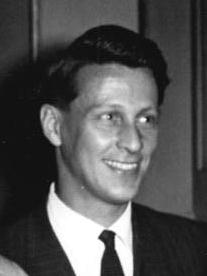
Stephan Hermlin 1952

Stephan Hermlin (pseudonym för Rudolf Leder) född 13 april 1915 i Chemnitz, död 7 april 1997 i Berlin, var en tysk författare.
Hermlin föddes i en judisk familj och anslöt sig till Tysklands kommunistiska ungdomsförbund (KJVD) 1931. 1936–45 levde han i exil i Brittiska Palestinamandatet, Frankrike och Schweiz, vartefter han återvände till Tyskland och arbetade som radioman i Frankfurt am Main. I sin första diktsamling Zwölf Balladen von den grossen Städten ('Tolv ballader från de stora städerna', 1945) skildrar Hermlin sina livserfarenheter med en berättarstil hämtad från den klassiska tyska litterära traditionen. 
1947 bosatte sig Hermlin i Östberlin, där han kom att verka för socialismens upprättande i Östtyskland; bl.a. med de antifascistiska berättelserna i Die Zeit der Gemeinsamkeit ('Gemensamhetens tid', 1949) och diktsviten Der Flug der Taube ('Duvans flykt', 1952) blev han en av landets mest inflytelserika kulturpersonligheter. Han hävdade dock individens rätt i det socialistiska samhället, något som kan ses i det förtäckt regeringskritiska hörspelet Scardanelli (1970). Han intog en kritisk ställning till Warszawapaktens invasion av Tjeckoslovakien och kuvande av Pragvåren 1968, samt till fråntagandet av den östtyska vissångaren Wolf Biermanns medborgarskap 1976.